# إليسا رايس
إليسا رايس (بالعبرية: אליסה ראיס) وُلدت باسمِ روزين بومندلي (12 كانون الأول/ديسمبر 1876 - 18 آب/أغسطس 1940) كانت كاتبة جزائريّة يهوديّة تنكَّرت في شخصية امرأة مسلمة، وهربت من كذا مناطق لمواصلة مسيرتها الأدبية. كانت رواياتُ إليسا رائجة في في فترة ما من حياتها ثمّ تراجعت. أُحي الاهتمام بحياتها ومسيرتها في الثمانينيات من خلال الادعاء بأن جميع منشوراتها وكتبها وروايتها كانت مكتوبة من قِبل كاتب آخر مجهول وأنها كانت أمية.

## الحياة المُبكّرة والتعليم
وُلدت روزين بومنديل في 12 كانون الأول/ديسمبر 1876 في البليدة لعائلة يهودية متواضعة الإمكانيات. كان والدها يعقوب خبازًا وكانت والدتها مازالتوف (ني سيرور) ربة منزل. ذهبت إلى المدرسة المحلية حتى سن الثانية عشرة، عندما أُجبرت على العمل في الخدمة المنزلية مع عائلة يهودية. ادعت لاحقًا أنها حضرت مدرسة Religieuses de la Doctrine Chrétienne على الرغم من أنها لم تفتح حتى العشرينات من عمرها. تزوجت من موسى عمار وهو حاخام عندما كانت في الثامنة عشرة من عمرها. أنجب الزوجان ثلاثة أطفال: ابنة توفيت في الحادية عشرة من عمرها، ريمون (1902-1987)، وميراي (1908-1930). أصبح جاكوب ريمون أيضًا كاتبًا وصحفيًا تحت اسم رولاند رايس بل كان أحد اليهود الجزائريين القلائل الذين حصلوا على الجنسية الجزائرية بعد الاستقلال.
انفصلت روزين بومنديل وعمار عندما كانت في الثامنة والثلاثين من عمرها وتزوجت مرة أخرى من تاجر اسمه مردخاي شمويل. كانوا يعيشون في فيلا تسمى فيلاد الورود (بالفرنسية: Villa des Fleurs) في الجزائر العاصمة حيث افتتحت صالونًا للأدب. سرعان ما أصبحت راوية مدعية أن قصصها انتقلت إليها من قبل والدتها وجدتها، وبالتالي فهي جزءٌ من التراث الشعبي الغني لمنطقتها الأصلية. شجعها النقاد الأدبيون مثل لويس برتراند على إرسال قصصها إلى المجلات الأدبية. 

## المسيرة المهنيّة

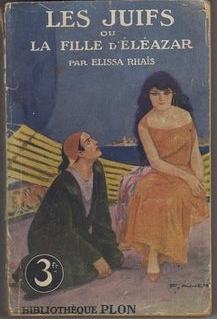
غلاف رواية إليسا رايس Les Juifes

### البداية
في عام 1919 انتقلت بومنديل إلى باريس لمتابعة مهنتها الأدبية. كانت الروائية والناقد لويس برتران قد كتبت لها رسالة تعريف إلى رينيه دوميتش محرر مجلة Revue des Deux Mondes التي نشرت بعد فترة وجيزة خمس قصص قصيرة لها. بعد ذلك نشرت روايتها الأولى «سعادة المغربية» من قبل دار النشر الباريسية «بلون» مستخدمة لأول مرة اسمها المستعار إليسا رايس. كانت سعادة المغربية من أكثر الكتب مبيعًا حيث وصلت في النهاية إلى ستة وعشرين نسخة. منذ ذلك الوقت، بدأت رايس في تقديم نفسها على أنها امرأة مسلمة هربت، ولكن تم التشكيك في مدى دورها في بناء هذه الشخصية الجديدة أو في الواقع ما إذا كانت قد كتبت الكتاب. لقد تمّ اقتراح أن هويتها الجديدة تم إنشاؤها كحيلة تسويقية من تصميم لويس بيرتراند ورينيه دوميتش.
من عام 1919 إلى عام 1930، نُشرت العديد من الروايات والروايات والقصص القصيرة تحت اسم إليسا رايس. كانت في الغالب قصصًا رومانسية تدور أحداثها في أماكن غريبة في شمال إفريقيا تضمُّ بطلات من الثقافة الإسلامية في الفترة المحيطة بالحرب العالمية الأولى. تعكس بعض أعمالها الشؤون الجارية: على سبيل المثال كانت روايةُ La riffaine (1929) رواية تدور أحداثها في حرب الريف، وتمَّت ترجمتها إلى النرويجية والفنلندية والسويدية والروسية.
أسَّست رايس صالونًا أدبيًا في باريس كان يتردد عليه كتاب مثل كوليت، وبول موران، وجان عمروش، وكذلك الممثلة سارة برنهارد. هناك ارتدت رايس مزيجًا من الملابس الأمازيغيّة والمسلمة مما يوحي بخلفية غريبة كانت شائعة في ذلك الوقت مع افتتان ثقافي لكل الأشياء الشرقية. تحدثت رايس ضد تحرير المرأة العربية مشيرة إلى أن ذلك أدى في تركيا إلى «انتشار الفجور». تراجعت شعبيتها في فرنسا منذ حوالي عام 1930، والذي تزامن مع وفاة ابنتها وتزايد الانتقادات الموجهة لها في الجزائر. تقاعدت رايس من الحياة العامّة والظهور في وقت لاحق.

### لاحقًا
خلال الثلاثينيات، تضاءلت شعبية رايس وعادت للعيش في البليدة وتوفيت هناك في 18 آب/أغسطس 1940.

## قائمة أعمالها
الروايات
- Saâda la Marocaine (باريس: 1919)
- Le Café chantant (باريس: 1920)

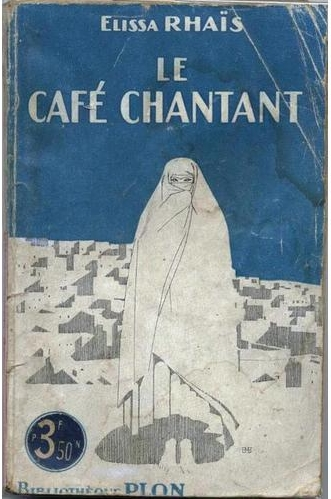
غلاف رواية إليسا رايس le cafe chantant

- Les Juifs ou la fille dEléazar (باريس: 1921)
- La Fille des pachas (باريس: 1922)
- La Fille du douar (باريس: 1924)
- La Chemise qui porte bonheur (باريس: 1925)
- الأندلس (باريس: 1925)
- Par la voix de la musique (باريس: 1927)
- La Riffaine (باريس: 1929)
- Petits Pachas en exil (باريس: 1929)
- La Convertie (باريس: 1930)

الأعمال المسرحيّة
- Le parfum، la femme et la prière (1933)

القصص القصيرة
- Enfants de Palestine (في المجلة الأسبوعية في أغسطس 1931)
- جوديث في لو جورنال في 15 أبريل 1939 وفي 24 أبريل 1939

## الاستقبال
على الرغم من شعبيتها في ذلك الوقت، إلا أن رواياتها لم تلق استحسان النقاد. اتُهمت بإدامة الصور النمطية عن النشاط الجنسي للمسلمين. كانت أعمالها أكثر شعبية في فرنسا من الجزائر، لكنها لم تحظى بتأييد هناك من روبرت راندو (fr:Robert Randau)، وهو شخصية أدبية رائدة هناك.

في ذلك الوقت كان هناك بعض الشك حول أصالتها، حيث كتبت الروائية لوسيان فافر 
«يبدو أننا في فرنسا نحب المغاربة في جميع الظروف. هذا هو السبب في وجود يهودية عجوز زوجة حاخام سابقة تتنكر بزي عربي وتروي كذبًا قصصًا عن عرقنا وتقاليدنا. وبالتالي فهي تكسب الكثير من المال، كما تقول.»

## الميراث
بغض النظر عن الوضع الذي تم فيه كتابة الروايات، تحتلُّ رايس مكانة مهمة في الأدب اليهودي المغاربي ككاتبة جزائرية يهودية ظهرت وبرزت في وقت مبكّر، إلا أن حياتها استمرت في كونها مصدرًا للمكائد والخيال في وسائل الإعلام، وذلك بسبب نشر رواية أثارت الكثير من الجدل وما تلاها من إنتاج تلفزيوني مبني على هذه الرواية.

### قضية تابت
في عام 1982، نشر بول تابت ابن راؤول تابت ابن أخ رايس كتابًا أكد فيه أن والده اعترف له بأنه المؤلف الحقيقي للروايات المنسوبة إلى رايس. أثار هذا الكتاب ضجة كبيرة في وسائل الإعلام وأجرى برنارد بيفوت مقابلة مع بول تابت في 7 مايو 1982. مع ذلك، فإن غالبية النقاد الأكاديميين المتخصصين في الأدب المغاربي الناطق بالفرنسية يعتبرون مزاعم تابت مستبعدة وغير صحيحة. دينيس الإبراهيمي كتبت في مقدمة الكتاب مقالة بعنوان Lire Elissa Rhaïs تتحدث عن ما سمَّتها الفضيحة.
تم تصوير الفيلم التلفزيوني Le secret d'Elissa Rhaïs (بالعربيّة: سر إليسا رايس) في عام 1993 من قبل المخرج Jacques Otmezguine fr:Jacques Otmezguine) استنادًا إلى كتاب بول تابت ولكن بطريقة رومانسية.